# Renato Casalbore
Renato Casalbore (Salerno, 1º gennaio 1891 – Superga, 4 maggio 1949) è stato un giornalista italiano.
Fondatore e primo direttore del quotidiano sportivo Tuttosport, perì nella tragedia di Superga con la squadra del Grande Torino.

## Biografia
Nato a Salerno, si trasferì a Torino nel 1912. Fece studi classici e venne assunto dal quotidiano La Stampa come impiegato amministrativo. Successivamente, collaborò prima alla Stampa Sportiva di Gustavo Verona, poi allo Sport del Popolo. Nel 1914 passò alla Gazzetta del Popolo, dove rimase per circa trent'anni. Dopo la fine della seconda guerra mondiale, fondò e diresse Tuttosport.
A seguito della tragedia di Superga, dove morì, venne sepolto presso il cimitero monumentale di Torino, non insieme ai calciatori caduti.
Nel 1948 in occasione del 50º anniversario della F.I.G.C. fu insignito del titolo di pioniere del calcio italiano.

## Nella cultura di massa
Nel 1952 gli venne dedicata la piazza antistante allo Stadio Donato Vestuti (che precedentemente aveva portato il suo stesso nome), a Salerno.